# Xu Linyin
Xu Linyin (Xangai, 20 de março de 1986) é um jogador de vôlei de praia chines que disputou duas edições dos Jogos Olímpicos de Verão, nos anos de 2008 e 2012.

## Carreira
Com Wu Penggen  disputou a edição do Circuito Mundial de Vôlei de Praia de 2007, nesta edição ele foi premiado como o jogador que mais evoluiu
A primeira participação em edições dos Jogos Olímpicos foi ao lado de Wu Penggen, e foi na edição dos Jogos Olímpicos de Verão de 2008 em Pequim, ocasião que finalizaram na nona posição.Na temporada de 2010 pelo Circuito Mundial foi novamente premiado como  jogador Mais Inspirador.
Em 2012 disputou os Jogos Olímpicos de Verão em Londres novamente formando dupla com Wu Penggen quando finalizou na décima nona colocação.

## Premiações individuais
- Mais Inspirador do Circuito Mundial de Vôlei de Praia de 2010[1]
- Jogador que mais evoluiu do Circuito Mundial de Vôlei de Praia de 2007[1]